# Dienstweigering in Nederland

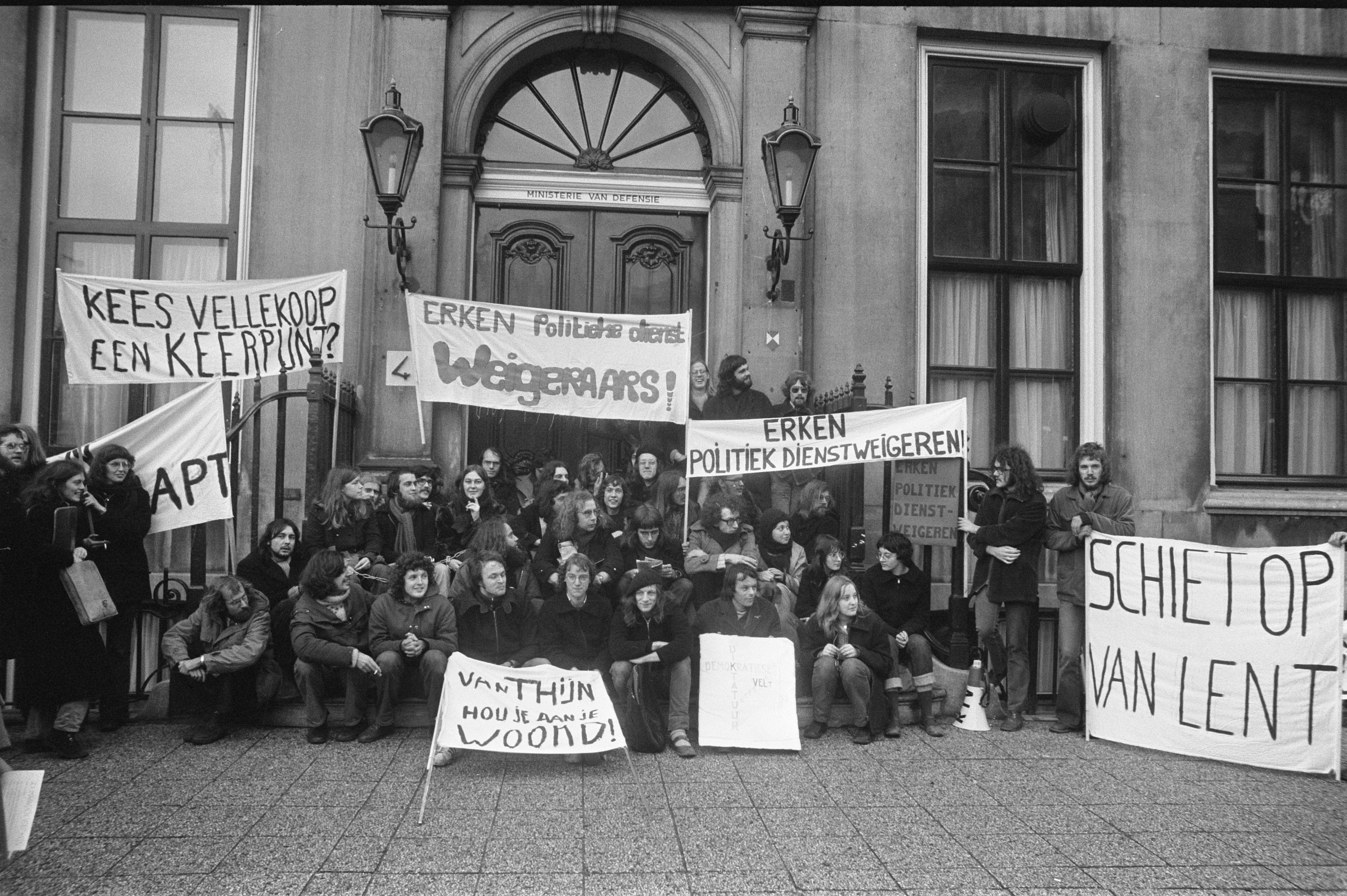
Demonstratie voor de vrijlating van Kees Vellekoop voor de deur van het Ministerie van Defensie, 1974

Dienstweigering in Nederland gaat over het weigeren van de militaire dienstplicht in Nederland.

## Geschiedenis
Een vroege erkenning van dienstweigering op grond van religieuze gewetensbezwaren werd door Willem van Oranje verleend aan de Nederlandse doopsgezinden in 1575. Ze konden militaire dienst afkopen, dat wil zeggen: weigeren in ruil voor een geldelijke vergoeding.
Tijdens de Franse Tijd werd in Nederland de militaire dienstplicht ingevoerd om jongemannen in te lijven voor de veldtochten van Napoleon Bonaparte naar Spanje en Rusland, campagnes waarvan velen nimmer terugkeerden. Aanvankelijk was ook na de Franse Tijd in het Verenigd Koninkrijk der Nederlanden weigering van de opkomst voor militaire dienst strafbaar gesteld. Dit bleef zo tot aan de Tweede Wereldoorlog.
Vele dienstweigeraars werden vóór 1940 zonder pardon gevangengezet. Berucht is de zaak tegen dienstweigeraar Herman Groenendaal in 1921, die in hongerstaking ging. Zijn arrestatie en behandeling leidde tot felle protesten. Hierdoor kwam er in 1923 een dienstweigeringswet tot stand voor pacifisten die principieel elk geweld afwezen. Politieke of andersoortige bezwaren werden niet erkend, ook niet bij herziening van de wet in 1962. In de Dienstweigeringswet van 1923, opgesteld ter uitvoering van het toenmalige artikel 183 GrW (het huidige artikel 99 GrW), werd "een beroep op het geweten waarin zich het Godsgebod ‘Gij zult niet doden’ openbaart", gerespecteerd. De hoofdregel volgens de grondwet is echter dat alle Nederlanders, daartoe in staat, verplicht zijn mee te werken tot handhaving van de onafhankelijkheid van het rijk en tot verdediging van zijn grondgebied. 

## Wet Gewetensbezwaren Militaire Dienst
In 1962 kwam er een nieuwe, verruimde versie van de wet uit 1923. Deze versie verruimde het gewetensbegrip en achtte het ook te respecteren indien gewetensbezwaren zouden voortkomen uit "een godsdienstige of zedelijke (niet politieke) overtuiging die elke deelname aan geweld verbiedt".
Wanneer vastgesteld werd dat een dienstplichtige "onoverkomelijke gewetensbezwaren tegen de persoonlijke vervulling van de militaire dienst in verband met het gebruik van middelen van geweld waarbij men door dienstvervulling in de Nederlandse krijgsmacht kan worden betrokken" had, kon deze dienstplichtige erkend gewetensbezwaarde worden. Deze erkenning werd geregistreerd en kon pas worden teruggetrokken wanneer een herkeuring werd ingevoerd. Werd de weigeraar bij de herkeuring goedgekeurd, dan moest hij alsnog in dienst treden.

### Procedure
De normale procedure was dat de dienstplichtige een brief schreef naar het Bureau Gewetensbezwaren van het Ministerie van Defensie, met daarin het beroep op de wet GMD en een motivatie daarvoor. Vervolgens werd de dienstplichtige, aanvankelijk na onderzoek door een psychiater, opgeroepen voor de Commissie van Advies. Deze commissie bestond eerst uit drie militairen, later uit drie onafhankelijke burgers. Zij bevroegen de dienstplichtige op zijn argumenten en brachten advies uit of er volgens hen sprake was van onoverkomelijke gewetensbezwaren in de zin van de wet. Weer later moest de gewetensbezwaarde eerst voor een enkelvoudige kamer verschijnen. Deze kon bij "eenvoudige" gevallen het advies geven deze te erkennen, zodat alleen "lastige" gevallen voor de Commissie van Advies hoefden te verschijnen.

### Vervangende dienst
Erkend gewetensbezwaarden kregen een vervangende dienstplicht opgelegd. Deze duurde in principe even lang als de reguliere dienstplicht, inclusief herhalingsoproepen. Omdat de meeste militairen niet voor alle herhalingen werden opgeroepen, duurde de vervangende dienst in de praktijk een derde deel langer: 18 maanden en 20 dagen. Toen de militaire dienstplicht begin jaren '90 korter werd, werd de duur van de vervangende dienstplicht ook teruggebracht, naar 14 maanden. De vervangende dienstplicht moest worden vervuld ten gunste van het algemeen belang. De meeste dienstweigeraars werkten in de gezondheidszorg of het welzijnswerk.
De tewerkstelling van erkend gewetensbezwaarden was eerst een taak van het Ministerie van Defensie, maar werd na protesten van dienstweigeraars die zich verenigd hadden in de Vereniging Dienstweigeraars, ondergebracht bij het Ministerie van Sociale Zaken als de afdeling Tewerkstelling Erkende Gewetensbezwaarden (TEG). Het was ook mogelijk alleen bezwaar te maken tegen gewapend dienstdoen. Dan volgde plaatsing bij ongewapende troepen, zoals het Korps Mobiele Colonnes, waar alleen voor wachtlopen enkele vuurwapens voorhanden waren.

### Totaalweigeraars
Totaalweigeraars waren jongemannen die het oorlogsgeweld niet principieel afwezen of politieke bezwaren hadden en nog onder de oude wet van 1962 vielen, of die om principiële, morele en politieke redenen noch een beroep op de Wet Gewetensbezwaren Militaire Dienst noch de vervangende burgerdienst wilden doen.
Deze totaalweigeraars konden tot maximaal 21 maanden gevangenisstraf worden veroordeeld. Na de Tweede Wereldoorlog is in het gevangenisdorp Veenhuizen een van de drie hoofdgebouwen geheel ter beschikking gesteld voor de detentie van dienstweigeraars, naast Kamp Vledder. Het gevangenzetten van totaalweigeraars werd later, ook door talloze Tweede Kamerleden, als onrechtvaardig beschouwd, omdat de Jehovah's getuigen ook totaalweigeraars waren, maar hiervoor sinds 1974 niet meer werden gestraft. De wet maakte voor deze geloofsgemeenschap namelijk een uitzondering. 
Landelijke bekendheid door talloze protestdemonstraties kreeg de zaak van de niet-erkende dienstweigeraars Kees Vellekoop uit Delft (1974/1975) en Adriaan Slooff uit Den Haag (1977/1978). Beide weigeraars zaten enige maanden gevangen, onder andere in het militaire strafkamp in Fort Nieuwersluis bij Utrecht. Beiden kwamen voortijdig vrij: Vellekoop kreeg gratie en Slooff werd in tweede instantie alsnog erkend.

## Opschorting opkomstplicht
In Nederland is sinds 1 mei 1997 de opkomstplicht officieel opgeschort. Sinds 22 augustus 1996 werden er al geen nieuwe dienstplichtigen meer opgeroepen. De opschorting wil zeggen dat burgers geen militaire dienst hoeven te vervullen, zolang de veiligheidssituatie dat niet vereist. Het Nederlandse leger bestaat hierdoor sinds die tijd volledig uit beroepsmilitairen. Wel krijgt iedere staatsburger een dienstplichtbrief waarin wordt verteld dat hij is ingeschreven, maar niet opkomstplichtig is. Veel mensen zijn in de veronderstelling dat de dienstplicht is afgeschaft. Het is echter de opkomstplicht die is opgeschort, de dienstplicht is nog steeds van kracht. De Kaderwet dienstplicht regelt dat opschorting en beëindiging daarvan bij Koninklijk Besluit worden geregeld, maar dat deze worden ingetrokken als de Staten-Generaal bezwaar maken.